# Burgos Villafria Airport
Burgos Villafria Airport är en flygplats i Spanien.   Den ligger i provinsen Provincia de Burgos och regionen Kastilien och Leon, i den norra delen av landet, 220 km norr om huvudstaden Madrid. Burgos Villafria Airport ligger 897 meter över havet. Arean är 230 kvadratkilometer.
Terrängen runt Burgos Villafria Airport är platt. Runt Burgos Villafria Airport är det glesbefolkat, med 14 invånare per kvadratkilometer. Närmaste större samhälle är Burgos, 6,9 km väster om Burgos Villafria Airport. Trakten runt Burgos Villafria Airport består till största delen av jordbruksmark.